# 十家子镇
十家子镇，是中华人民共和国辽宁省阜新市阜新蒙古族自治县下辖的一个乡镇级行政单位。

## 行政区划
十家子镇下辖以下地区：
海山岱村、五家子村、王大营子村、太平台村、南甸子村、八宝海村、双岭子村、宗家荒村、烧锅屯村、塔北村、小大来村和那木土营子村。